# Gourrama
Gourrama (berbère : Gurramen ou Tiziyin ; arabe : ݣرامة) est une ville du Maroc. Elle est située dans la région de Drâa-Tafilalet. Variantes pour le nom Gourrama : Kurrāmah, appelée autrefois: Tizyine (pluriel de tizi = col).
Le nombre d'habitants du village est incertain, variant selon les sources de 3987 à plus de 5000. L'annexe a une population de plus de 15 000 habitants
On y retrouve un centre de santé, un collège, un lycée.
Deux communes rurales, ONEP, ONE, l'annexe compte 23 localités environ, plusieurs tribus y cohabitent: ait zdeg, ait seghrouchens, chorfa...
Principal cours d'eau: Oued Guir,
Principales ressources:maigre élevage à cause de la sécheresse, agriculture: de subsistance, élevage: ovins, caprins,- loirs: sans,

### Sources
- (en) Gourrama sur le site de Falling Rain Genomics, Inc.